# Colombar des Comores
Treron griveaudi
Espèce
Statut de conservation UICN

 EN C2a(ii) : En danger
Le Colombar des Comores (Treron griveaudi) est une espèce d'oiseaux appartenant à la famille des Columbidae. Il est endémique de l'archipel des Comores (aujourd'hui seulement de l'île de Mohéli).